# Gaberje, Ajdovščina
Gaberje (178 mnm) je gručasto naselje v Občini Ajdovščina. Leži v zavetrni legi Ostrega vrha (422 m), Trešnika (401 m) in Planine (437 m), naslonjeno na vzpetino pobočja Svetega Petra (364 m). V vasi je 98 hišnih številk, a le 44 hiš je vseljenih. Prva in zadnja hiša sta oddaljeni 540 m. Vas se deli na več delov: Spodnji konec (duln kwonc), Jegno, Plac, Gornji konec (gurn kwonc), Griža, Uhajne, Peganska vas in Drsalca. Število prebivalcev se iz leta v leto vztrajno zmanjšuje, kar je posledica umrljivosti, ter množičnega odhajanja ljudi iz podeželja, predvsem mladih, zaradi nerešenih prostorskih planov. Vsako leto je v Gaberjah tudi tradicionalno Martinovanje.
Leta 2007 je bila predstavljena knjiga z naslovom Gaberje je lepa vas, je Vipavski v okras.